# Biographical Dictionary of the Extreme Right Since 1890
El Biographical Dictionary of the Extreme Right Since 1890 és un llibre de referència de Philip Rees, on hi figuren les biografies de personatges destacats de la ultradreta des del 1890.
A la introducció, Rees descriu l'extrema dreta com a "oposada a les formes de representació de democràcia i parlamentarisme i hostil al pluralisme" i explica els criteris que va seguir per incloure una persona al seu inventari. A les biografies hi figuren, entre d'altres, nacionalistes feixistes, nacionalsocialistes alemanys, nacionalistes argentins, sinarquistes mexicans, falangistes espanyols i rexistes belgues.
1. ↑  Philip Rees, Biographical Dictionary of the Extreme Right Since 1890, Nova York, Editorial Simon & Schuster, 1990, 418 pàgines, ISBN 0-13-089301-3

A - B - C - D - E - F - G - H - I - J - K - L - M - N - O - P - Q - R - S - T - U - V - W - X - Y - Z

## Entrades

### A
- ABASCAL, Salvador (1910-)
- AL-HUSAYNI, Muhammad Amin, Mufti de Jerusalem (aka Al-Hajj Amin) (1895-1974)
- ALBIÑANA SANZ, José Maria (1883-1936)
- ALMIRANTE, Giorgio (1914-1988)
- AMANN, Max (1891-1957)
- AMAUDRUZ, Gaston Armand (1920-)
- ARCAND, Adrien (1899-1967)
- AUGIER, Marc (conegut com a Saint-Loup) (1908-)
- AXMANN, Arthur (1913-)

### B
- BACKE, Herbert (1896-1947)
- BAINVILLE, Jacques (1879-1936)
- BAKY, László (1898-1946)
- BALBO, Italo (1896-1940)
- BARBÉ, Henri (1902-1966)
- BARBIE, Niklaus (Klaus) (1913-1991)
- BARDÈCHE, Maurice (1909-)
- BARRÈS, Auguste Maurice (1862-1923)
- BARROSO, Gustavo Dodt (1888-1959)
- BARTELS, Adolf (1862-1945)
- BENN, Gottfried (1886-1956)
- BENOIST, Alain Marie de (1943-)
- BERGER, Gottlob (1896-1975)
- BIÉTRY, Pierre (1872-1918)
- BÖCKEL, Otto (1859-1923)
- BOMBACCI, Nicolò (1879-1945)
- BORGHESE, Junio Valerio (1906-1974)
- BORMANN, Martin (1900-1945)
- BÖSZÖRMÉNY, Zoltán (1893-?)
- BOTTAI, Giuseppe (1895-1959)
- BRASILLACH, Robert (1909-1945)
- BUCARD, Marcel (1895-1946)

### C
- CAETANO, Marcelo José das Neves Alves (1906-1980)
- CANARIS, Wilhelm Franz (1887-1945)
- CARLBERG, Carl Ernfried (1889-1962)
- CÉLINE, Louis-Ferdinand (pseud.) (Louis-Ferdinand Destouches) (1894-1961)
- CELMIŅŠ, Gustavs (1899-1968)
- CHAMBERLAIN, Houston Stewart (1855-1927)
- CHESTERTON, Arthur Keith (1896-1973)
- CIANO, Galeazzo, Comte de Cortellazo (1903-1944)
- CLAUSEN, Frits (1893-1947)
- CODREANU, Corneliu Zelea (1899-1938)
- COLLINS, Seward B. (1899-1952)
- COSTAMAGNA, Carlo (1881-1965)
- COUGHLIN, Charles Edward, Pare (1891-1979)
- CUZA, Alexandre C. (1857-1946)

### D
- D'ALQUEN, Gunter (1910-)
- D'ANNUNZIO, Gabriele (1863-1938)
- DARNAND, Aimé Joseph Auguste (1897-1945)
- DARRÉ, Richard-Walther (1895-1953)
- DAUDET, Léon (1867-1942)
- DÉAT, Marcel (1894-1955)
- DE BONO, Emilio (1866-1944)
- DE CLERCQ, Jeroom Gustaaf (conegut com a Staf) (1884-1942)
- DEGRELLE, Léon (1906-1994)
- DE MAN, Hendrik (Henri) (1885-1953)
- DENNIS, Lawrence (1893-1977)
- DIETRICH, Josef (known as Sepp) (1892-1966)
- DIETRICH, Otto (1897-1952)
- DILLING, Elizabeth (1894-1966)
- DÖNITZ, Karl (1891-1980)
- DORGÈRES, Henri Auguste (pseud.) (Henri d'Halluin) (1897-1985)
- DORIOT, Jacques (1898-1945)
- DREXLER, Anton (1884-1942)
- DRIEU LA ROCHELLE, Pierre (1893-1945)
- DRUMONT, Edouard Adolphe (1844-1917)

### E
- ECKART, Dietrich (1868-1923)
- EDMONDSON, Robert Edward (1872- ?)
- EICHMANN, Adolf (1906-62)
- EKSTRÖM, Martin Eugen (1887-1954)
- ENGDAHL, Per Claes Sven Edward (1909-)
- ERIKSSON, Elof (1883-1965)
- EVOLA, Giulio Cesare Andrea (1898-1974)

### F
- FARINACCI, Roberto (1892-1945)
- FEDER, Gottfried (1883-1941)
- FESTETICS, Sándor, Comte (1882-1956)
- FINZI, Aldo (1891-1944)
- FLYG, Nils Svante (1891-1943)
- FRANCO y Bahamonde, Francisco (1892-1975)
- FRANK, Karl Hermann (1898-1946)
- FRICK, Wilhelm (1877-1946)
- FRITSCH, Theodor (1852-1933)
- FULLER, John Frederick Charles (1878-1966)
- FUNK, Walther Emmanuel (1890-1960)
- FURUGÅRD, Birger (1887-1961)

### G
- GAJDA, Radola (formerly Rudolf Geidl) (1892-1948)
- GÁLVEZ, Manuel (1882-1962)
- GEELKERKEN, Cornelis van (1901-1979)
- GENTILE, Giovanni (1875-1944)
- GIMÉNEZ CABALLERO, Ernesto (1899-)
- GOEBBELS, Paul Joseph (1897-1945)
- GÖRING, Hermann Wilhelm (1893-1946)
- GÖMBÖS, Gyula (1886-1936)
- GONZÁLEZ von Marées, Jorge (1900-1962)
- GRANDI, Dino, Comte de Mordano (1895-1988)
- GRAZIANI, Rodolfo (1882-1955)
- GRIMM, Hans (1875-1959)
- GUMMERUS, Herman Gregorius (1877-1948)

### H
- HAMSUN, Knut (pseud.) (Knut Pedersen) (1859-1952)
- HAUSHOFER, Karl Ernst (1869-1946)
- HEIDEGGER, Martin (1889-1976)
- HELANEN, Vilho Veikko Päiviö (1899-1952)
- HENLEIN, Konrad (1898-1945)
- HENNE, Rolf (1901-1966)
- HESS, Walter Richard Rudolf (1894-1987)
- HEYDRICH, Reinhard Tristan Eugen (1904-1942)
- HIMMLER, Heinrich (1900-1945)
- HITLER, Adolf (1889-1945)
- HJORT, Johan Bernhard (1895-1969)
- HOESS, Rudolf Franz Ferdinand (1900-47)

### I
- IBARGUREN, Carlos (1877-1956)
- IMRÉDY, Béla (1891-1946)
- INTERLANDI, Telesio (1894-1965)
- IRAZUSTA, Julio Alberto Gustavo (1899-1982) and IRAZUSTA, Rodolfo (1897-1967)

### J
- JOYCE, William Brooke (1906-1946)
- JUNG, Rudolf (1882-1945)
- JÜNGER, Ernst (1895-1998)

## K
- KAHANE, Meir (Martin David) (1932-1990)
- KALTENBRUNNER, Ernst (1903-46)
- KELLER, Carlos (1898- ?)
- KITA, Ikki (pseud.) (Kita Terujiro) (1883-1937)
- KJELLEN, Rudolf (1864-1922)
- KOCH, Erich (1896-1986)
- KOSOLA, Vihtori Iisakki (1884-1936)
- KRATZENBERG, Damian (1878-1946)
- KRÜGER, Gerhard (1908-)
- KUHN, Fritz (1896-1951)

### L
- LAGARDELLE, Jean-Baptiste Joseph Hubert (1874-1958)
- LANGBEHN, August Julius (1851-1907)
- LANZ, Adolf Josef (known as Jörg Lanz von Liebenfels) (1874-1955)
- LANZILLO, Agostino (1886-1952)
- LA ROCQUE DE SEVERAC, François, Comte de (1885-1946)
- LAROUCHE, Lyndon Hermyle (1922-)
- LEDESMA Ramos, Ramiro (1905-1936)
- LEERS, Johann von (1902-1965)
- LEESE, Arnold Spencer (1877-1956)
- LEONHARDT, Ernst (1885-1945)
- LE PEN, Jean-Marie (1928-)
- LEY, Robert (1890-1945)
- LIE, Jonas (1899-1945)
- LINDHOLM, Sven Olov (1903-)
- LIST, Guido Karl Anton von (1848-1919)
- LONG, Huey Pierce (the 'Kingfish') (1893-1935)
- LUDDENDORF, Erich Friedrich Wilhelm (1865-1937)
- LUEGER, Karl (1844-1910)
- LUGONES, Leopoldo (1874-1938)
- LUKOV, Hristo Nikolov (1887-1943)
- LUTZE, Viktor (1890-1943)

### M
- McWILLIAMS, Joseph E. (1904- ?)
- MALAPARTE, Curzio (pseud.) (Karl Erich Suckert) (1898-1957)
- MARIN, Vasile (1904-1937)
- MARINETTI, Filippo Tommaso (1876-1944)
- MARKOV, Nikolai Evgenevich (1866- ?)
- MAURRAS, Charles Marie Photius (1862-1952)
- MERCOURIS, George S. (1886-1943)
- METAXAS, Ioannis (1871-1941)
- MISHIMA, Yukio (pseud.) (Kimitake Hiraoka) (1925-1970)
- MOELLER VAN DEN BRUCK, Arthur (1876-1925)
- MOLIN, Adrian Leopold (1880-1942)
- MORÉS, Antoine Amadée Marie Vincent Manca, Marquès de Vallambrosa (1858-1896)
- MOSELEY, George Van Horn (1874-1960)
- MOSLEY, Sir Oswald Ernald (1896-1980)
- MOŢA, Ion (1902-1936)
- MÜLLER, Heinrich (1900-45)
- MUSSERT, Anton Adriaan (1894-1946)
- MUSSOLINI, Benito Amilcare Andrea (1883-1945)
- MUTI, Ettore (1902-1943)

### N
- NEBE, Arthur (1894-1945)
- NIEKISCH, Ernst (1889-1967)

### O
- O'DUFFY, Eoin (1892-1944)
- OEHLER, Hans (1888-1967)
- OHLENDORF, Otto (1908-1951)
- ORANO, Poalo (1875-1945)

### P
- PABST, Waldemar (1880-1970)
- PÁLFFY, Fidél, Count (1895-1946)
- PANUNZIO, Sergio (1886-1944)
- PAPEN, Franz von (1879-1969)
- PAPINI, Giovanni (1881-1956)
- PAVELIĊ, Ante (1889-1959)
- PELLEY, William Dudley (1890-1965)
- PINI, Giorgio (1899-1987)
- PIROW, Oswald (1890-1959)
- POUND, Ezra (1885-1972)
- PRAT ECHAURREN, Jorge (1918-1971)
- PREZIOSI, Giovanni (1881-1945)
- PREZZOLINI, Giuseppe (1882-1982)
- PRIMO DE RIVERA y Sáenz de Heredia, José Antonio (1903-1936)
- PUJO, Maurice (1872-1955)
- PURISHKEVICH, Vladimir Mitrofanovich (1870-1920)

### Q
- QUISLING, Vidkun (1887-1945)

### R
- RAJNISS, Ferenc (earlier called Rheinisch) (1893-1946)
- RAUTI, Giuseppe Umberto (known as Pino) (1926-)
- REMER, Otto-Ernst (1912-1997)
- RIBBENTROP, Joachim von (1893-1946)
- RYS-ROSZEVAČ, Jan (1901-1946)
- RIVA-AGÜERO Y OSMA, José de la (1885-1944)
- ROCCO, Alfredo (1875-1935)
- ROCKWELL, George Lincoln (1918-1967)
- RODRIGUES, Nicolás (1897-1940)
- RÖHM, Ernst (1887-1934)
- RÖSSLER, Fritz (known as Franz Richter) (1912-)
- ROSENBERG, Alfred (1893-1946)
- ROST VAN TONNINGEN, Meinout Marinus (1894-1945)
- RUDEL, Hans-Ulrich (1916-1982)

### S
- SALAZAR, António de Oliveira (1889-1970)
- SALGADO, Plinio (1895-1975)
- SALOMON, Ernst Friedrich Karl von (1902-72)
- SCHACHT, Hjalmar Horace Greeley (1877-1970)
- SCHAFFNER, Jakob (1875-1944)
- SCHELLENBERG, Walter (1910-1952)
- SCHIRACH, Baldur von (1907-1974)
- SCHMITT, Carl (1888-1985)
- SCHÖNERER, Georg, Ritter von (1842-1921)
- SEBOTTENDORF, Rudolf von (pseud.) (Adam Alfred Rudolf Glauer) (1875-1945)
- SEYSS-INQUART, Arthur (1892-1946)
- SIMA, Horia (1907-1993)
- SIMOJOKI, Lauri Elias (before 1926, Simelius) (1899-1940)
- SIRK, Artur (1900-1937)
- SKORZENY, Otto (1908-1975)
- SMITH, Gerald Lyman Kenneth (1898-1976)
- SONDEREGGER, Emil (1898-1934)
- SOREL, Georges (1847-1922)
- SPANN, Othmar (1878-1950)
- SPEER, Albert (1905-1981)
- SPENGLER, Oswald (1880-1936)
- SPIRITO, Ugo (1896-1979)
- STALIISKI, Aleksandur (1893-1945)
- STARACE, Achille (1889-1945)
- STARHEMBERG, Ernst Rüdiger Camillo Maria, 7th Prince of (1899-1956)
- STÖCKER, Adolf (1835-1909)
- STRASSER, Gregor (1892-1934)
- STRASSER, Otto (1897-1974)
- STREEL, Lucien Alphonse Joseph (known as José) (1911-1946)
- STREICHER, Julius (1885-1946)
- STŘIBRNÝ, Jiří (Ferdinand) (1880-1955)
- SZÁLASI, Ferenc (1897-1946)

### T
- TERBOVEN, Josef Antonius Heinrich (1898-1945)
- TERRE'BLANCHE, Eugene Ney (1941-)
- THADDEN, Adolf von (1921-)
- THIRIART, Jean François (1922-)
- TISO, Jozef Gašpar (1887-1947)
- TODT, Fritz (1881-1942)
- TOLLENAERE, Reimond (1909-1942)
- TSANKOV, Aleksandar (1897-1959)
- TUKA, Vojtech 'Bela' (1880-1946)
- TURATI, Augusto (1888-1955)

### U
- UNZAGA de la Vega, Oscar (1916-1959)

### V
- VACHER DE LAPOUGE, Georges (1854-1936)
- VALOIS, Georges (pseud.) (Alfred Georges Gressent) (1894-1945)
- VAN RENSBURG, Johannes Frederik Janse (1898-1966)
- VAN SEVEREN, Georges Edmond Edouard (conegut com a Joris) (1894-1940)
- VOLDEMARAS, Augustinas (1883-1942)

### W
- WAGNER, Adolf (1890-1944)
- WAGNER, Josef (1899-1945)
- WAGNER, Robert (1895-1946)
- WALLENIUS, Kurt Martti (1893-1984)
- WEICHARDT, Louis Theodor (1894-1985)
- WELCH, Robert Henry Winborne (1899-1985)
- WESSEL, Horst (1907-30)
- WINROD, Gerald Burton (1900-57)
- WOLFF, Karl Friedrich Otto (1900-84)

### Y
- YAGÜE Blanco, Juan Lorenzo Teodoro (1891-1952)

### Z
- ZEHRER, Hans (1899-1966)